# Rue Émile-Raspail
Pour les articles homonymes, voir Rue Raspail.
La rue Émile-Raspail est une des plus anciennes voies de communication d'Arcueil, en France.

## Situation et accès

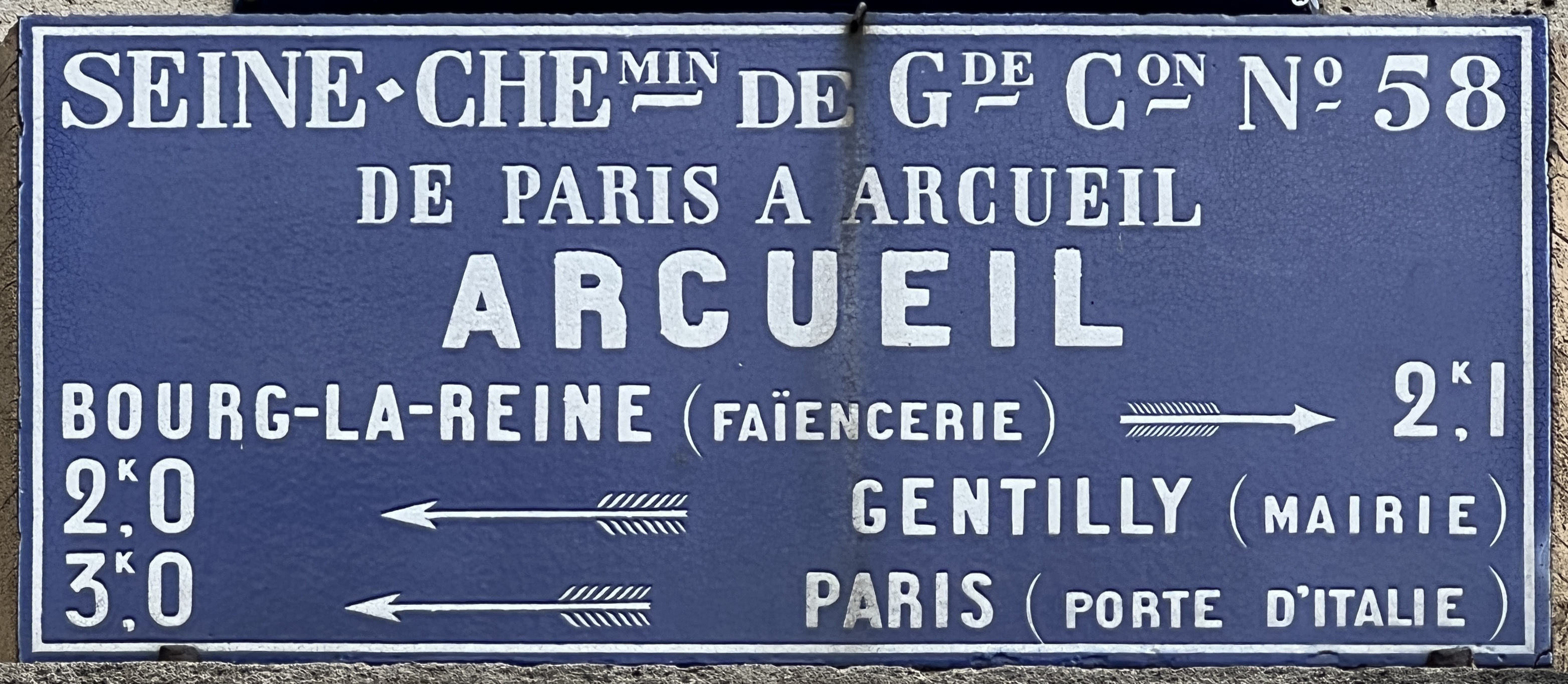
Plaque de cocher indiquant Paris, rue Émile-Raspail, en mai 2022.

Orientée du nord au sud, elle commence son tracé au carrefour de la rue Berthollet. Elle se termine au croisement de la rue Besson et du boulevard Jacques-Desbrosses.
Elle est desservie par la gare d'Arcueil - Cachan.

## Origine du nom

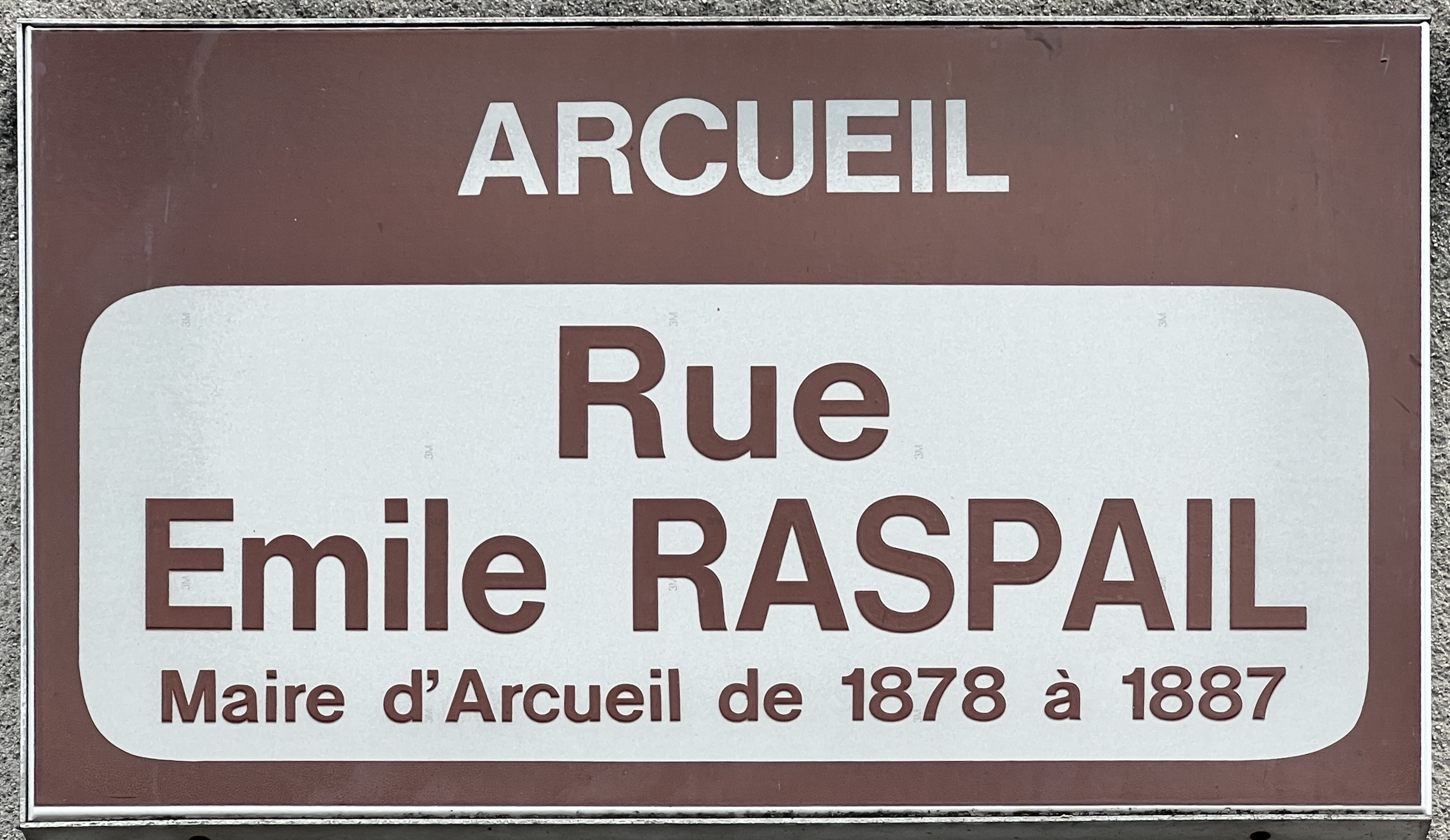
Plaque Rue Émile Raspail.

Autrefois appelée Grande-Rue, elle a été en 1888 nommée en hommage à Émile Raspail, un an après sa mort. Maire de la ville de 1878 à 1887, il était aussi le fils cadet de François-Vincent Raspail.

## Historique

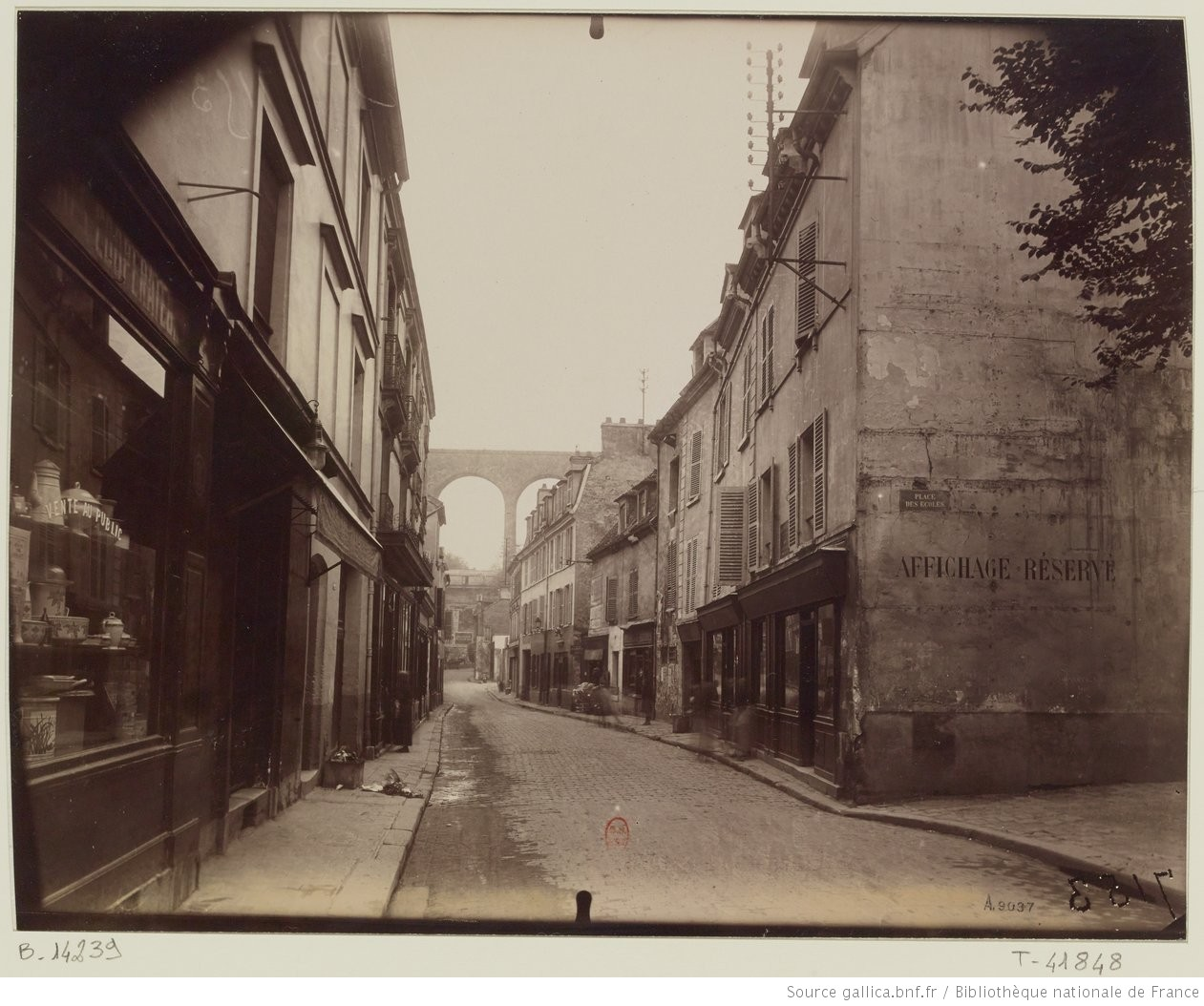
Arcueil-Cachan, vieille rue. Photographie d'Eugène Atget, 1901.

Le tracé de cette voie suit le cours d'un ruisseau qui provenant de la « Fontaine Couverte » (ou Fontaine Pezée), ce qui a fait penser qu'elle daterait de l'époque gallo-romaine.
Dès le XIIe siècle, c'est l'axe principal du village, qui prendra le nom de rue des Arcs en 1426, rue de la Savaterie en 1516. elle est pavée en 1747 et devient alors la rue des Réservoirs. La Révolution Française lui attribue finalement l'odonyme de rue de l'Unité

## Bâtiments remarquables et lieux de mémoire
- Aqueducs d'Arcueil et de Cachan[4].
- Église Saint-Denys d'Arcueil[5].

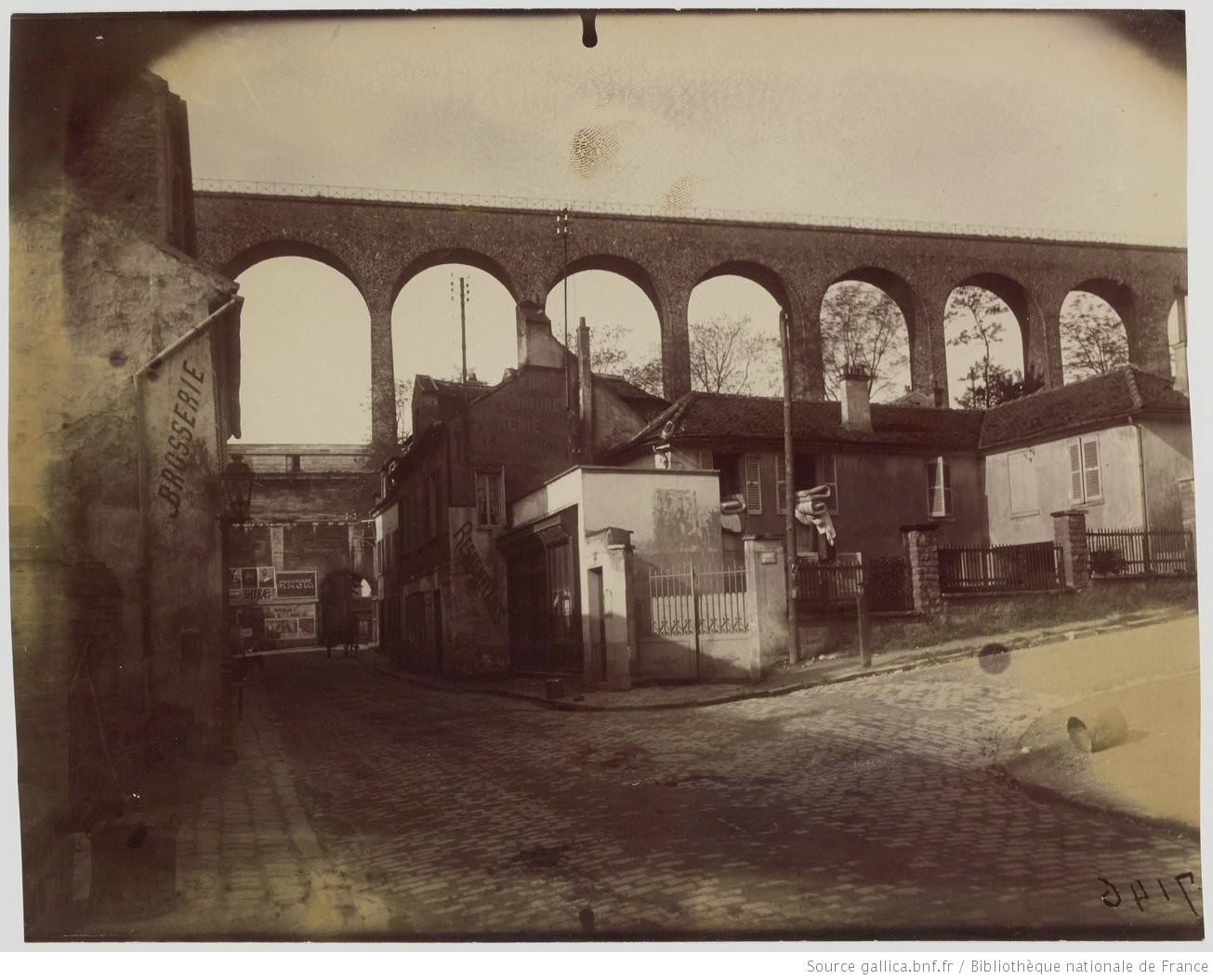
L'aqueduc d'Arcueil, Eugène Atget.

- À l'angle de la rue Cauchy, le Centre culturel Marius Sidobre, ancienne mairie.
- Au no 24, la maison des Gardes de l'ancien château du duc de Guise[6]. Il s'agit en réalité de l'ancien château seigneurial d'Arcueil, acheté en 1710 par Anne-Marie-Joseph de Lorraine[7].
- Au no 30, emplacement de l'ancienne mairie[8].
- Au no 47, un immeuble construit en 1929, partiellement inscrit aux monuments historiques. L'escalier, la fontaine et le perron datent du XVIIIe siècle[9]. Cet endroit était autrefois la place des Écoles.
- Au no 77 habita en 1788 le poëte Louis François Cauchy, qui y mit sa famille à l'abri des troubles révolutionnaires[10].